# Ibrahim Na'imeddin
Ibrahim Na'imeddin (* 1695 in Temeschwar; † ?) war ein osmanischer Autor. Sein Hauptwerk ist „Der Garten der Glaubensmärtyrer der Grenze“.
Er entstammt einer Grenzer-Familie aus Temeschwar, das er allerdings nach der Eroberung durch Truppen des österreichischen Kaisers im Jahre 1716 verließ. Sein weiteres Leben verbrachte er im Dienste hoher Würdenträger (Muhsinzade Abd Allah Paşa, Ghazi al-Hadjdj Husayn Paşa, Na'ili Abd Allah Paşa) als Diwan-Sekretär (katib). Im Jahre 1744 erschien sein Werk, das 1764 noch einmal von ihm erweitert wurde.
Sein Buch basiert auf Mehmed Raşid, doch hat er es um selbst Erlebtes, biografische Angaben seiner Dienstherren, Koranverse, Erzählungen aus dem Leben des Propheten Mohammed und dessen Zeitgenossen, sowie mündliche Überlieferungen aus dem ungarischen Grenzland ergänzt. Eine Zeitgeschichte des Osmanischen Reiches von 1682 bis 1744 hat er aus der Tarih-i Raşid (dt. „Chronik des Raschid“) fast wörtlich übernommen. Von Derviş Aşık Hasan hat er die Geschichte des Falls von Budapest (1686) und Belgrad (1688), sowie der Belagerung von Temeschwar (1688–1690) verwendet. Eigene Gedichte schließen das Werk ab.
Außerdem schrieb er noch eine kurze didaktische Anleitung (pend-name). Sein Todestag und -ort sind nicht bekannt.